# Lago de Martignano
O Lago de Martignano é um pequeno lago no Lácio, Itália, situado numa antiga cratera. Na antiguidade fazia parte da Etrúria meridional e era chamado Lago Alsietino (Alsietinus Lacus). Augusto ligou-o a Água Alsietina, porém a água não era potável e destinava-se sobretudo a fornecer água para a sua naumaquia em Roma, na margem direita do Tibre, onde poderão ter sido descobertos alguns vestígios do aqueduto em 1720. O traçado do aqueduto, que era maioritariamente subterrâneo, é praticamente desconhecido: Frontino diz-nos que recebia água do lago Bracciano próximo de Careias. Uma inscrição relativa a isto foi encontrada neste distrito em 1887 (F. Barnabei, Notizie degli Scavi, 1887, 181).